# Boubli
Boubli (biał. Боўблі; ros. Бовбли, Bowbli) – wieś na Białorusi, w obwodzie mińskim, w rejonie mińskim, w sielsowiecie Łaszany.